# ۱۷ خرداد
۱۷ خرداد هفتاد و نهمین روز سال در گاه‌شماری خورشیدی است. به پایان سال ۲۸۶ روز (۲۸۷ روز در سال کبیسه) باقی‌است.

## رویدادها
- ۱۳۳۸ - پرده‌برداری از مجسمه فردوسی در تهران
- ۱۳۵۷ - رقابت ۱۷ خرداد ۱۳۵۷ تیم ملی فوتبال ایران با تیم ملی فوتبال اسکاتلند در جام جهانی فوتبال ۱۹۷۸
- ۱۳۶۴ - عملیات ظفر ۱
- ۱۳۸۳ - برگزاری دادگاه خدیجه(شهلا)جاهد ، محکوم به جنایت قتل فاطمه(لاله)سحرخیزان (خیّر و همسر اول ناصر محمدخانی)‌[۱][۲]
- ۱۳۹۶ - حملات ۱۳۹۶ تهران
- ۱۳۹۷ - حادثه خرداد ۱۳۹۷ هواپیمایی زاگرس
- ۱۴۰۰ - رقابت ۱۷ خرداد ۱۴۰۰ تیم ملی فوتبال ایران با تیم ملی فوتبال بحرین در مرحله مقدماتی جام جهانی فوتبال ۲۰۲۲ (آسیا) و مرحله مقدماتی جام ملت‌های آسیا ۲۰۲۳
- ۱۴۰۳ - رقابت ۱۷ خرداد ۱۴۰۳ تیم ملی فوتبال ایران با تیم ملی فوتبال هنگ کنگ در مرحله مقدماتی جام جهانی فوتبال ۲۰۲۶ (آسیا) و مرحله مقدماتی جام ملت‌های آسیا ۲۰۲۷

## زادروزها
- ۱۳۳۰ - مرضیه برومند، کارگردان و بازیگر
- ۱۳۵۳ - حسین علیشاپور، خواننده
- ۱۳۶۶ - سید میثم حسینی، بازیکن فوتبال

## درگذشتگان
- ۱۳۹۰ - سیروس صابر، بازیگر
- ۱۳۹۹ - مرجان، خواننده و بازیگر
- ۱۴۰۰ - سید علی‌اکبر محتشمی‌پور، از بنیانگذاران‌گذاران حزب‌الله لبنان و نماینده دوره سوم مجلس شورای اسلامی و دوره ششم مجلس شورای اسلامی از حوزه انتخابیه تهران، ری، شمیرانات، اسلامشهر و پردیس
- ۱۴۰۰ - ساسان نیک‌نفس، زندانی سیاسی
- ۱۴۰۲ - شیخ آهنین، بازیکن کشتی کج